# Rădești (okręg Arad)
Rădești – wieś w Rumunii, w okręgu Arad, w gminie Almaș. W 2011 roku liczyła 434 mieszkańców. 